# Édouard Daladier
Édouard Daladier (tiếng Pháp: [edwaʁ daladje], 18 tháng 6 năm 1884 - 10 tháng 10 năm 1970) là một chính trị gia cấp tiến của Pháp và là Thủ tướng của Pháp vào đầu Thế chiến thứ hai.

## Sự nghiệp
Daladier sinh ra ở Carpentras, Vaucluse. Sau đó, ông trở nên nổi tiếng với nhiều người như là "con bò mộng của Vaucluse" vì cổ dày đặc và vai rộng của ông và cái nhìn xác định, mặc dù những người hoài nghi cũng cho rằng sừng của ông giống như con ốc sên. Trong Thế chiến thứ nhất, ông ta đã rời khỏi tư nhân để chỉ huy đội trưởng và chỉ huy công ty.
Một bộ trưởng chính phủ trong các chức vụ khác nhau trong suốt các chính phủ liên minh trong khoảng từ 1924 đến 1928, ông là người có công trong việc phá vỡ Đảng Đảng cấp tiến với SFIO xã hội chủ nghĩa vào năm 1926, Cartel des gauches đầu tiên - "Liên minh cánh tả"), và với Raymond Poincaré bảo thủ Vào tháng 11 năm 1928.
Daladier trở thành thành viên chính của Radicals. Năm 1932, ông biết các đối thủ Đức đến Hitler rằng Krupps đang chế tạo pháo hạng nặng và Văn phòng Deuxieme đã nắm bắt được quy mô chuẩn bị quân sự của Đức, nhưng thiếu thông tin cứng rắn về ý định thù địch của họ. Ông lần đầu tiên trở thành Thủ tướng vào năm 1933, và một lần nữa vào năm 1934 trong một vài ngày khi vụ Stavisky dẫn tới những cuộc bạo loạn ngày 6 tháng 2 năm 1934 xúi giục bên phải và sự sụp đổ của Cartel des gauches thứ hai.
Daladier trở thành Bộ trưởng Chiến tranh cho liên minh Phái đoàn Phổ biến năm 1936; Sau sự sụp đổ của Mặt trận Dân chủ, ông trở thành Thủ tướng Chính phủ một lần nữa vào ngày 10 tháng 4 năm 1938.
Trong khi tuần lễ làm việc 40 giờ bị bãi bỏ theo chính quyền của Daladier, một hệ thống trợ cấp gia đình rộng rãi hơn đã được thiết lập, tính theo tỷ lệ tiền lương: đối với đứa con đầu lòng, 5%; Thứ hai, 10%; Và cho mỗi đứa trẻ bổ sung, 15%. Cũng được tạo ra là trợ cấp của người mẹ đẻ, đã được ủng hộ bởi các nhóm phụ nữ sinh đẻ và Công giáo kể từ năm 1929. Tất cả những bà mẹ không có việc làm chuyên nghiệp và những người chồng đã nhận trợ cấp gia đình đều được hưởng lợi ích mới này. Vào tháng 3 năm 1939, chính phủ đã tăng thêm 10% cho những người lao động có vợ ở lại chăm sóc con cái. Trợ cấp gia đình được ghi trong Bộ Luật Gia đình tháng 7 năm 1939 và, ngoại trừ trợ cấp tại nhà, vẫn có hiệu lực cho đến ngày nay. Ngoài ra, một nghị định đã được ban hành tháng 5 năm 1938 cho phép thành lập trung tâm hướng dẫn nghề nghiệp. Vào tháng 7 năm 1937, một luật đã được thông qua (theo sau là một luật tương tự vào tháng 5 năm 1946) cho phép Sở kiểm tra nơi làm việc ra lệnh cho các can thiệp y khoa tạm thời.